# C. Anthony Anderson
Curtis Anthony Anderson (né le 29 mai 1940) est un philosophe américain, professeur de philosophie à l'université de Californie à Santa Barbara, spécialisé en philosophie de la logique et en philosophie du langage.

## Biographie
Il obtient son doctorat en philosophie de l'Université de Californie à Los Angeles en 1977, où il travaille en étroite collaboration avec le célèbre logicien Alonzo Church. Il est également titulaire d'une maîtrise en mathématiques de l'Université de Houston (1965), où il obtient son diplôme de premier cycle en physique et mathématiques (1964).[réf. nécessaire]
Le travail d'Anderson au fil des ans se concentre principalement sur la philosophie de la logique et la philosophie du langage, bien qu'il travaille également dans des domaines tels que la philosophie de la religion et s'intéresse à la plupart des domaines de la philosophie traditionnelle.
Avant son poste de professeur à l'UC Santa Barbara, il occupe des postes à l'Université du Minnesota à Minneapolis et à l'Université du Texas à Austin.

## Ouvrages
- The Paradox of the Knower, 1983[2].
- Divine Omnipotence and Impossible Tasks: An Intensional Analysis, 1984[3].
- Some Difficulties Concerning Russellian Intensional Logic, 1986[4].
- Bealer's Quality and Concept, 1987[5].
- Propositional Attitudes: The Role of Content in Logic, Language, and Mind, 1990[6].
- Analyzing Analysis, 1993[7].